# 奥尔马利克
奥尔马利克，又按俄语名译为阿尔马雷克（羅馬化：Almalyk），是乌兹别克斯坦中部塔什干州的一个城市，在塔什干市东南55公里，古剌马山(Gurama)北麓，安格连河西岸。该市是1951年新建的矿城。